# 中国の知的財産権問題
中国の知的財産権問題（ちゅうごくのちてきざいさんけんもんだい）では、中華人民共和国（中国）における特許権や著作権などの知的財産権をめぐる問題について説明する。中国では、日本の特許権に相当する「発明専利益権」、実用新案権にあたる「実用新案専利権、意匠権に相当する「概観設計専利権」の3つの権利が中華人民共和国専利法（以下、専利法という）でまとめて規定され、専利権と総称される。

## 概説
中国政府は近年、特許など知的財産権の保護を強化する政策を進めており、2014年には知財紛争を専門に扱う裁判所を設立しているほか、政府は助成制度などで知財の出願を奨励しており、2014年の特許出願数は90万件超と5年間で3倍に伸びた。これに伴い特許に対する訴訟は年々増加傾向で年間約9000件程の訴訟数に達しており、これは特許訴訟の主戦場とされるアメリカの2倍の高水準である。
これは中国政府がこの10年間で知財保護制度を急速に整えてきたことが背景にある。2014年11月からは北京や上海、広州に知財紛争を専門に扱う「知識産権法院」を相次いで設立し、大量の知財訴訟をさばき始めた。
中国では、これまで知財に限らず判例が法規範として機能していなかったが、知識産権法院は各地の判例を収集し、分析をすることを開始した。
今後、先例的価値が高いとして参考にすべきとする「指導的判例」を発表する見通しである。
権利行使に熱心なアメリカ企業と中国企業との間では、すでに訴訟合戦が起きている。中国通信大手の華為技術（ファーウェイ）などは、アメリカ国内で訴えられた場合には中国で訴え返す戦略を用いる場合がある。
今後損害賠償訴訟が増えれば、この傾向はさらに加速するとみられる。
日本企業が中国の特許訴訟の当事者になる例はまだ少ないが、訴訟になった場合は日本企業が被告になるケースがほとんどである。
日本企業は侵害行為を確認しても訴訟に踏み出すには腰が引けてしまう傾向があると指摘される。

## 中国における知的財産権保護に関する国際条約と国内法整備

### 中国が加盟・締結した知的財産権保護に関する国際条約
中国がこれまで加盟した知的財産権保護に関する国際条約として、「世界知的所有権機関を設立する条約」（1980年加入）、「工業所有権保護に関するパリ条約」（1985年加入）、「文学的及び美術的著作物の保護に関するベルヌ条約」、「万国著作権条約」、「許諾を得ないレコードの複製からのレコード製作者の保護に関する条約」（以上1992年加入）などがある。

### 知的財産権保護のための国内法整備
- 著作権

著作権法に続いて、著作権法実施条例（2002年8月2日公布、同年9月15日施行）、コンピューターソフト保護条例などが相次いで制定され、著作権の法的保護が強化されることになった。保護される著作物の対象には、文学作品、口述の作品、音楽・演劇・曲芸・舞踏・サーカス芸術作品、美術・建築作品、撮影作品、映画など映像作品、工事・製造物設計図、地図・説明図、コンピューターソフト、法律・行政法規が定めるその他の作品が含まれる。
- 特許権

改革開放期に入るまでの中華人民共和国においては発明、発見、合理化建議に褒賞を与える法令（例えば、1963年11月3日公布・施行の発明奨励条例など）があっただけで、特許権として保護する規定はなかった。1980年以降、国務院に特許局（現知識財産権局）が創設され、本「中華人民共和国専利法」と同法施行規則が2001年6月15日に公布され、翌2002年2月1日に施行された。2008年には、中華人民共和国の世界貿易機関加盟に伴う法整備の一環として、本法の改正が行われた。
とりわけTRIPS修正協議書の内容を反映させること、創造性と新規性を発揚させること、および特許権保護を強化することが改正の主な目的である。具体的には、まず発明・実用新案および意匠の定義を具体化・明確化した（第2条）。次に、「出願前に国内外で知られている技術」でないことを明記して絶対的新規性を採用し（第22条）、これに関連して「公知技術の抗弁」が採用された（第62条）。さらに、特許権保護の強化を目的として特許権者が侵害行為の差止に要した合理的費用（調査費、弁護士費用など）を損害賠償算定に際して斟酌することとし、あわせて賠償額の上限を、改正前の50万元から100万元に引き上げた（第65条）。その他にも、これまで中華人民共和国民事訴訟法や司法解釈に散在していた提訴前仮処分の規定を一本化するとともに（第66条）、提訴前証拠保全手続を新たに設け（第67条）、特許強制実施許諾に関する規定も大幅に改正された（第48条から第57条）。

## 中国における特許権侵害訴訟について

### 概説
近年中国では、特許権をはじめとする専利権侵害訴訟が急激に増加している。
| 国名 | 2005年 | 2006年 | 2007年 | 2008年 | 2009年 | 2010年 | 2011年 | 2012年 |
| ---- | ------ | ------ | ------ | ------ | ------ | ------ | ------ | ------ |
| 日本 | 237    | 173    | 188    | 179    | 189    | 146    | 230    | 187    |
| 中国 | 2,947  | 3,196  | 4,041  | 4,074  | 4,422  | 5,785  | 7,819  | 9,680  |
| 米国 | 2,720  | 2,830  | 2,896  | 2,909  | 2,792  | 3,301  | 4,015  | 5,189  |

出典；一般財団法人知的財産研究所「侵害訴訟における特許の安定性に資する特許制度・運用に関する調査研究報告書」
その上、欧米企業や日本企業に対し、高額の損害賠償金の支払いを命ずる判決も出されるようになっている。
たとえば、2006年中国の電気機器メーカーである正泰集団株式有限会社が、施耐徳電気低圧有限会社（フランス・シュナイダーエレクトリック社が天津市に設立した100パーセント外資企業）を自社の小型電気ブレーカーに関わる実用新案権を侵害したとして訴えたのが象徴的である。
この裁判は外国企業が中国企業に20億円もの賠償金を支払うことになったため世間の注目を集めた。今後、賠償額がさらに高額化することが予想される。中国においてビジネスを展開する日本企業は、保有する特許権などの権利行使という観点に加えて、さらに自らが侵害訴訟の被告となって、高額の賠償責任を負担するリスクについても十分認識しておく必要がある。以下、特許権等侵害訴訟の提訴手続きを解説する。

### 訴訟の準備
中国における特許権侵害への対応は、<1>調査<2>証拠収集<3>エンフォースメント（訴訟提起/行政調停申立て）という枠組みが重要である。中国特許権侵害訴訟においては、原則として裁判所（人民法院）により指定される証拠提出期間内にすべての証拠資料を提出しなければならない。
このため、権利侵害の発見後、まず侵害主体に関する情報、侵害行為の具体的内容、証拠の有無などを調査・把握してから、具体的な対応方針を決定し、それに即した証拠を十分に収拾する必要がある。
この点、日本企業・外国企業において、<1>調査<2>証拠収集の重要性を十分理解しなかったために、結果として証拠不十分なまま権利行使に踏み切ってしまっているケースも散見される。
まず、侵害業者および被疑侵害品に関する調査を専門調査会社なども活用しつつ実施し、侵害行為の有無、具体的内容、程度、侵害業者の実態、規模、関連特許、被疑侵害品ないしこれを含む完成品などの流通状況などの情報を収集する必要がある。
これにより被害規模、請求すべき損害賠償額や、侵害証拠の所在地、入手ルートなどの検討が可能となる。またこの調査は、管轄裁判所の選択に影響し、これが勝敗に影響してくることがあり、重要なステップである。
次に、中国では訴訟において証拠の真実性が争われることが極めて多く、実際に虚偽の証拠が提出されることもあるので、特許権侵害訴訟においても、あらかじめ公証認証手続きを経て証拠化しておく必要がある。このプロセスも提訴準備として重要である。中華人民共和国民事訴訟法においては、権利侵害に関する訴訟は、被告住所地または侵害行為地の裁判所の管轄となる（民事訴訟法第28条）。地方に所在する製造業者によって特許権被疑侵害品が製造された場合は、その業者の所在地である地方の裁判所に訴訟を提起することも可能である。
しかし地方の裁判所の審理水準は、北京や上海などに比べるとばらつきがあり、いまだ地方保護主義（対象地域の地方政府が、同地域の企業を保護する目的で、不当に同企業にとって有利な措置を講ずること）が根強く残ることもあるので、可能な限り外国企業が訴訟当事者になることが多い北京や上海などの大都市の裁判所を選択することが望ましい。この点、特許権侵害については、被疑侵害品の製造・販売などの実施地が権利侵害行為地とされ、また製造業者と販売業者を共同被告として訴える場合には、販売地の裁判所が管轄権を有することとされている（最高人民法院による専利紛争案件真審理の法律適用問題に関する若干規定第5条・第6条）。
したがって被疑侵害品製造業者だけでは、都市部の裁判所を選択できない場合には、大都市の被疑侵害品販売業者を探し出し、公証購入して、当該販売業者の販売行為を証拠化し、その上で製造業者と販売業者を共同被告として提訴するのが、実務上の定石となっている。

### 提訴
中国の特許権侵害訴訟の訴状の記載は、日本のそれと比べると簡素であり、各請求項の分説や各構成要件と被告製品の構成との対比などは含まない。。
原告が、自己の特許権が被告によって侵害されていることなどの立証責任を負担することは、日本と同じである。差止請求の附帯請求として、侵害品の廃棄や製造設備の廃棄などを求めることができ、また、新聞・雑誌などにおいて謝罪声明の掲載を求めることもできる（中華人民共和国民法通則第134条）。
ただし、前者については、侵害品の在庫の存在や被告が再度の侵害行為を行う可能性が高いことを、後者については、侵害行為により商業的信用を害されていることを立証する必要があり、立証上の困難性から、両者とも実際に認められることは多くない。

### 財産保全
中国では、いわゆる「執行難」の問題があり、判決後の金銭債権の強制執行が功を奏しないことが多いので、特許権侵害を理由とする損害賠償請求を行う場合には、被告の銀行口座の凍結などにより、被告の財産を保全しておくことが望ましい。財産保全の申し立ては、提訴前にも行うことができるが、実務上は提訴と同時に行うことが多い。ただし、提訴と同時にする場合は、被告による財産隠しを防ぐため、被告への訴状の送達が保全の実行後になされるように裁判所に上申するなどの措置をあらかじめ講じておくべきである。保全申立てには担保金の提出あるいは、裁判所が指定する担保会社からの保証の合意の取得が必要である。

### 証拠保全
証拠が滅失または後日取得し難くなるおそれがある場合には、当事者は裁判所に証拠保全の申立てを行うことができ、裁判所は職権により、証拠保全措置をとることもできる（民事訴訟法第81条）。証拠保全の手続きは書面によらなければならない。提訴前の証拠保全の申請も可能である（専利法第67条）。ただし提訴前の証拠保全については、保全の緊急性についても裁判所が審査することになるため、裁判所の態度はより慎重になる傾向にある。

### 被告側の答弁など
中国では、特許権侵害訴訟の提起後、答弁書提出期間内（訴状副本の受領後15日以内）に無効審査が行われた場合には、訴訟手続きが中止される可能性があり、また無効審査後1カ月以内であれば、新たな文献を提出して無効理由を追加することもできる（実施細則第67条）。実務上も、特許権侵害訴訟の提訴後間もなく、被告から無効審査がなされることがきわめて多く、提訴の前から、無効審判がされることをあらかじめ想定した対応が必要となる。また、損害賠償請求の場合には、被告から「合法的出所の抗弁」（専利法第70条）がなされることが極めて多い。「合法的出所の抗弁」とは、被告が侵害品であることを知らずに、生産経営の目的で、使用、販売および販売の申出をした場合に、当該製品の合法的な出所を証明した場合に、当該製品の合法的な出所を証明したときには、賠償責任を負わない旨の抗弁である。しかし、この抗弁には、合法的な出所、すなわち被疑侵害品を合法的に仕入れたことの立証が必要になるが、この立証は困難であるため、実際には認められないことのほうが多い。

### 司法鑑定
司法鑑定は、訴訟審理において明らかにすべき専門的問題について行われる鑑定であり（民事訴訟法第76条）、技術的専門性の高い特許権侵害訴訟において、よく利用される制度である。司法鑑定は、裁判所の職権によっても開始されるほか、訴訟当事者が証拠提出期間内に申請することもできる。

### 証拠交換
証拠交換は、当事者双方が証拠提出期間内に提出した証拠を交換し、双方の主張および提出した証拠の立証事項などを裁判所に対して明らかにすることによって、争点を整理して、審理の効率化を図るための制度である。開廷審理に先立ち行われる。したがって、開廷前の事前手続きに位置付けられるが、当事者双方から、訴状ないし答弁書記載事項の陳述が行われるほか、提出証拠の真実性などに関する意見陳述がなされ、裁判所からの質疑を受けて侵害・非侵害の具体的な主張もなされる。これにより、裁判官の心証形成に影響することもあるので、相応の準備が必要になる。

### 開廷審理
証拠交換を経て、開廷審理が開かれる。開廷審理につき、日本の場合は、侵害論に続いて損害論という段階的審理が複数回の弁論準備手続期日にまたがってなされるが、中国においては、公開法廷における1回の期日において、損害論を含むすべての議論が行われる。そして、その期日中の最後に調停（和解）の勧試がなされて結審する、ということが多い。1回の期日は、数時間程度が多く、場合によっては、午前中に始まり、昼休みをはさんで夕方まで審理が継続することもある。なお、開廷審理のあと、3から5営業日程度という極めて短い期間内に最終準備書面に相当する「代理詞」を提出することが通例となっていることに注意が必要である。

### 判決
判決は、おおむね期日から1から2か月後に出される。多くの場合は、判決書が郵送されるのみである。

## 中国の知的財産権問題の現状
中国においては、製造業を中心として著しい経済成長をみせる過程で、著作権侵害や商標権侵害等の知的財産権侵害が多発し、国際的に問題となっている。2001年、中国は世界貿易機関（WTO）に加盟し、知的財産権に関してTRIPS協定が適用され、対応する国内法の整備が行われた。
一方で、特に地方政府においては、「地方保護主義」によって取り締まりが充分に行われていないともされる。
実際に被害の実態を見ても、日本企業が受けた模倣被害は国別では中国におけるものが最も多く、模倣被害を受けた日本企業のうちの69%が中国での被害を経験している。
また、他の多くの海賊版や模倣品についての報告書でも同様に、中国における模倣被害の深刻さが明らかにされている。
このような状況に対して、日本、アメリカ、ドイツ、フランスなどの多くの国は改善の余地が大きいと指摘している。
例えば、米国通商代表部（USTR）は、知的財産権侵害に関して、中国をスペシャル301条の優先監視国に指定しており、2007年4月には知的財産権保護が不充分でTRIPS協定に違反しているとの理由で中国をWTOに提訴した。

### 中国企業による知的財産権問題の発生の原因
中国資本主義の第一の特徴として、様々なレベルで自由主義市場経済を上回るような激しい市場競争が存在することである。
先進資本主義国においても、激しい市場競争はシステムにビルトインされており、この点では中国と何ら変わるところがない。ただ中国の特徴は、ルールなき、あるいはルールが曖昧な環境のもとで激烈な競争が展開されていることである。その典型的な事例をいわゆる「山寨（さんさい、shānzhài）携帯電話」産業に見ることができる。
ちなみに「山寨」とは、中国語で、「山賊のすみか」という本来の意味をもつが、そこから転じて「模倣、ニセモノ、ゲリラ」などを指す言葉である。
「山寨手機（山寨携帯電話）」産業においては、生産工程は極限まで細分化され、それぞれの生産工程においてルールなしの激しい生存競争が繰り広げられた結果、ある種のイノベーションが生まれ、一部の粗悪品を別にして低価格だが品質は高く、中国国内はもとより東南アジア、中東、アフリカなど世界各地で販売されるようになった。

### 知的財産権侵害の具体例
- 著作権

北京地下鉄1号線永安里駅の北側には、外国公館が立ち並ぶ地域に隣接して、秀水市場というビルがあり、高級ファッション・ブランドの偽造品を扱う観光スポットとなっている。
年間約150万人が訪れ、そのうち90パーセントが外国人観光客である。本来なら数万円もする高級ブランドの財布でも、ここなら素人目には偽物と判別がつかないような偽物が1000円くらいで買える。
中国の法律に照らしても違法であるはずであるが、そのような観光スポットの存在が公知の事実となっているのみならず、2008年の北京オリンピックの際には、北京市政府はここを、重要な観光スポットとして「特色ある商店街」として指定さえしている。

当局が本気になりさえすれば、ビルを封鎖することもできるはずであるが、そのようなことは行われず、時折形式的な摘発が行われているのみである。
秀水市場のような場所は規模こそ小さいが、北京市内のいたるところにあり、各地方都市にも必ずあるという。
中国の市場には、高級ファッションのみならず、若者や子供向けのファッション、電気製品、パソコン関連品にも偽造品はあふれている。外国映画のDVDなどは、1枚100円から200円程度で売られており、しかも日本での公開よりも早く店頭にならんでいることもある。外国ブランドのみならず、茅台酒のような、中国国内のブランドの偽造品が出回っている。
- コンピュータ・ソフトウェア

マイクロソフトやアドビシステムズなどのメンバーからなるビジネス・ソフトウェア・アライアンス（BSA）の調査によれば、中国のPCソフトウェアの違法コピー率はやや低下したが、2009年で79パーセントと、依然として高率で違法コピーが行われていた（参考：日本は21パーセント）。2005年の時点では86パーセントだったので率としては低下しているものの、金額ベースではむしろ増加しているとBSAは指摘している。

家電量販店が、海賊版のMicrosoft Windows XPをインストールして販売したパーソナルコンピュータを購入した北京市民が、コピー品のWindows XPのせいで購入したパソコンが壊れたとして、海賊版をインストールして販売した量販店と、パソコン本体に正規品を付属させなかったマイクロソフトを訴えることも起きている。
- 商標権

大手ファッションブランドを始め、電子機器やバイクなど工業製品、ソフトウェアなどの商標を不正に使用した模倣品や海賊版が多数製造され、一般店舗に並べられている。
『クレヨンしんちゃん』の絵柄及び中国語名を、中国企業が正規の日本企業よりも早く中国で商標登録したために、2004年6月に正規の日本企業の商品が上海市で撤去されるという事件が起きた。

### 模造品・海賊版対策
これら模造品・海賊版のような知的財産権侵害に対しては、事案により民事上の責任、行政上の責任（行政摘発）および刑事上の責任を求めることが可能である。
このうち行政摘発による取締は模造品・海賊版対策の重要な位置を占めている。行政取締については、被侵害権利により所轄取締機関が異なる。
すなわち、被侵害権利が専利権である場合は、取締機関は知識産権局となる。被侵害権利が商標権である場合は、取締機関は工商行政管理局となる。被侵害権利が著作権である場合は、取締機関は版権局となる。
近年では海外の企業から海賊版の調査を請け負う企業も登場しており、日本の出版社からの依頼で行われた調査結果を当局へ通報したことで摘発に繋がった例もある。